# Орфанидисова љубичица
  је биљка распрострањена у југоисточном делу бивше Југославије, Албанији, Грчкој и Бугарској. На северозапад иде до планине Беласице у Црној Гори.

## Опис
Стабљика Орфанидисове љубичице је уздигнута или полегла, ретко усправна, те густо покривена стршећим меким длакама. Лиска, која се налази на дугој дршци је јајаста, округласта или срцаста, на врху тупа и по ободу назубљена, дуга 2-4 центиметра, те једнака или нешто дужа од лисне дршке. Има длаке дуж нерава и по ободу. Залисци су велики, дуги 1-2 центиметра, јајолики, на врху зашиљени и назубљени или перасто издијељени. Вршни режањ је издужено линеаран и већи од бочних режњева. Цветне дршке су дугачке, а цветови дуги 2-3 центиметра. Чашични листићи су линеарно ланцетасти; крунични листићи су љубичасти или плавичасти, а средњи водоравно стрше. Оструга је танка и дуга 4-5 милиметара, крива и дупло дужа од чашичних привесака.

## Уопштено
Насељава нитрифицирана тла субалпинског и горњег дела горског појаса. Оптиматум налази на силикатним супстратима и закисељеним антропогеним-зоогеним тлима око торова или на ђубреним ливадама. Средње годишње температуре на њеним стаништима најчешће се крећу између 2 и 6 °C, средње јулске су око 13 °C, а средње јануарске око -5 °C. Апсолутне минималне температуре њених станишта се крећу између -25 и -30 °C, а апсолутне максималне између 30 и 35 °C.